# Liu Shao
Liu Shao (424-453) was kortstondig keizer van China van 16 maart tot 27 mei 453. 

## Biografie
Liu Shao was een van de negentien zonen van keizer Liu Yilong. In 429 werd hij aangeduid als kroonprins. Hij werd verwend opgevoed en als hij zijn zin niet kreeg, koesterde hij wraakgevoelens. Toen zijn vader te weten kwam dat hij zich bezig hield met hekserij, dreigde hij ermee zijn titel af te nemen. Hiermee had zijn vader zijn doodvonnis getekend. Op 16 maart 453 liet hij zijn vader vermoorden. 
Het hof keerde zich tegen hem. Liu Shao werd ongerust, plaatste de hoofdstad Jiankang onder de staat van beleg en zijn broers en neven onder huisarrest. Zijn broer Liu Jun nam de wapens op en veroverde hoofdstad. Liu Shao en zijn gehele familie werden openbaar geëxecuteerd.